# تيم كامبل
تيم كامبل (بالإنجليزية: Tim Campbell)‏ هو ناشط أمريكي، ولد في 1939 في ليفنوورث في الولايات المتحدة، وتوفي في 26 ديسمبر 2015 بسبب سرطان المريء.